# Воррен Снайдер
Воррен Снайдер (англ. Warren Snyder, 2 березня 1903 — 27 березня 1957) — канадський академічний веслувальник.
Срібний призер Олімпійських Ігор 1924 року в складі вісімки.